# Itirapina (kommun)
Itirapina är en kommun i Brasilien.   Den ligger i delstaten São Paulo, i den sydöstra delen av landet, 700 km söder om huvudstaden Brasília. Antalet invånare är 15 528.
Följande samhällen finns i Itirapina:
- Itirapina

Omgivningarna runt Itirapina är huvudsakligen savann. Runt Itirapina är det ganska tätbefolkat, med 83 invånare per kvadratkilometer.